# ندرة المياه

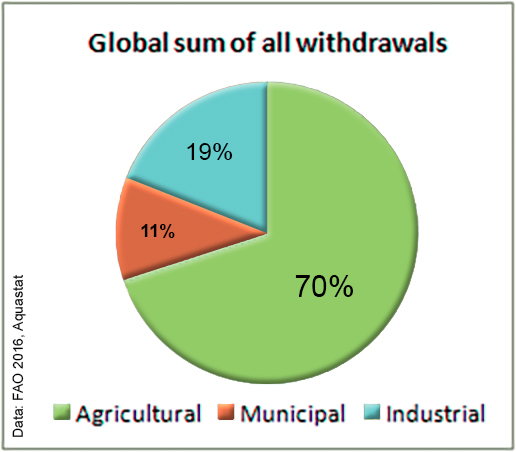
استخدام المياه على مستوى العالم

ندرة المياه أو إجهاد مائي أو عطش هي عجز موارد المياه العذبة على تلبية الطلب على المياه. ويؤثر ذلك على قارات العالم كافة، وقد أدرج المنتدى الاقتصادي العالمي هذا الملف في عام 2015 باعتباره أكبر خطر عالمي من حيث تأثيره المحتمل خلال العقد القادم.
ويظهر ذلك في غياب القدرة على تلبية الطلب على المياه أو التلبية الجزئية له، وفي المنافسة الاقتصادية على كمية المياه وجودتها، والنزاعات بين المستهلكين، ونضوب المياه الجوفية، والآثار السلبية على البيئة. ويعيش ثلث سكان العالم (2 مليار نسمة) في ظل ظروف يعانون فيها من ندرة شديدة في المياه خلال شهر واحد على الأقل في العام.     بينما يعاني نصف مليار شخص في العالم من ندرة حادة في المياه على مدار العام. كما تعاني نصف أكبر مدن العالم من ندرة المياه.
على الرغم من أن 0.014٪ فقط من اجمالي المياه الموجودة على سطح الأرض صالحة للشرب ويمكن الوصول إليها بسهولة (من المياه المتبقية، 97% منها مالحة، وأقل بقليل من 3% يصعب الوصول إليها)، فمن الناحية الفنية، هناك كمية كافية من المياه العذبة على الصعيد العالمي، كي تدبر بها البشرية احتياجاتها. ومع ذلك، وبسبب عدم التكافؤ في التوزيع (الذي تفاقم بسبب التغييرات المناخية) في بعض المناطق الجغرافية الرطبة والجافة للغاية، بالإضافة إلى الارتفاع الحاد في الطلب العالمي على المياه العذبة في العقود الأخيرة بفعل الصناعة، تواجه البشرية أزمة مائية، في ظل توقعات بارتفاع الطلب عن المعروض بنسبة 40% في عام 2030، في حال استمرت الاتجاهات الحالية.
وترجع ندرة المياه عالميًا في جوهرها إلى عدم التوافق الجغرافي والزمني بين الطلب على المياه العذبة وتوافرها.  وتعد زيادة عدد سكان العالم، وتحسين مستويات المعيشة، وتغيير أنماط الاستهلاك، والتوسع في الزراعة المروية من بين القوة الرئيسية الدافعة لزيادة الطلب العالمي على المياه.  فتغير المناخ، مثل تغير أنماط الطقس (بما في ذلك الجفاف والفيضانات)، وإزالة الغابات، وارتفاع معدلات التلوث، والغازات الدفيئة، والإسراف في استخدام المياه كل ذلك قد يتسبب في عدم كفاية المعروض. على الصعيد العالمي وعلى أساس سنوي، تتوفر كمية كافية من المياه العذبة لتلبية هذا الطلب، ولكن الاختلافات المكانية والزمنية في الطلب على المياه وتوفرها تعد كبيرة، ما يؤدي إلى ندرة المياه (الفعلية) في مناطق عدة في العالم خلال أوقات محددة من السنة.  وترتبط جميع أسباب ندرة المياه بالتدخل البشري في الدورة المائية. وتتفاوت ندرتها بمرور الوقت كنتيجة للتقلبات الهيدرولوجية الطبيعية، ولكنها تتفاوت بدرجة أكبر وفقا للسياسات الاقتصادية والنهج التخطيطي والإداري السائد. ومن المتوقع أن تتفاقم ندرة المياه في ظل معظم أشكال التنمية الاقتصادية ، ولكن، إن جرى تعريف المشكلة تعريفًا صحيحًا، يمكن التنبؤ بالعديد من أسبابها أو تجنبها أو تخفيفها.
وأثبتت بعض البلدان بالفعل امكانية فصل استخدام المياه عن النمو الاقتصادي. فعلى سبيل المثال، في أستراليا، انخفض استهلاك المياه بنسبة 40% بين عامي 2001 و2009 في حين حقق الاقتصاد نموًا بأكثر من 30%. ويقول الفريق الدولي المعني بالموارد التابع  للأمم المتحدة إن الحكومات تميل إلى الاستثمار بكثافة في حلول غير فعالة إلى حد كبير على غرار إنشاء مشاريع ضخمة مثل السدود والقنوات والمجاري المائية وخطوط الأنابيب وخزانات المياه، وهي عامة غير مستدامة بيئيًا أو اقتصاديًا. فأكثر الطرق فعالية من حيث التكلفة لفصل استخدام المياه عن النمو الاقتصادي، وفقاً للفريق العلمي، هي أن تضع الحكومات خططًا شاملة لإدارة المياه  تأخذ في الاعتبار الدورة المائية بأكملها: بدءًا المصدر إلى التوزيع، والاستخدام الاقتصادي للمياه، ومعالجتها، وإعادة تدويرها، وإعادة استخدامها ورجوعها إلى البيئة.

## ندرة المياه المادية
ندرة المياه المادية وضع يتسم بعدم وجود ماء كافٍ لتلبية جميع الاحتياجات، بما في ذلك متطلبات أي نظام بيئي للعمل بفعالية. وتعاني المناطق القاحلة بين الحين والآخر من ندرة المياه المادية. كما أن هذا الوضع يحدث في الأماكن التي يتوفر فيها الماء، ولكن موارده تتعرض للاستخدام المفرط. أي أنه قد يحدث في الأماكن التي تشهد خطط تنمية ضخمة وخاصة في قطاع البنية التحتية الهيدروليكية، المستخدمة غالبًا في هندسة الري. تشتمل أعراض أزمة المياه المادية على حدوث انحلال بيئي وانخفاض في مستويات الماء الجوفي.
ذكر تعريف هذا المصطلح للمرة الأولى في دراسة كبيرة أجريت عام 2007 حول استخدام المياه في الزراعة على مدى الخمسين عامًا المنصرمة. وكانت هذه الدراسة قد أجريت بشراكة واسعة شملت ممارسين وباحثين وسياسيين، تحت إشراف المعهد الدولي لإدارة المياه في سريلانكا، بهدف معرفة ما إذا كان العالم يحظى بموارد مياه تكفي لإنتاج الغذاء لأجيال المستقبل أم لا. وجدت الدراسة أن أكثر من 1.2 مليار شخص حول العالم يعيشون في مناطق تعاني من ندرة المياه المادية.
واستخدمت الدراسة مصطلح ندرة المياه الاقتصادية لتحديد الأماكن التي لا يمكن تلبية الطلب على المياه بها نظرًا لنقص الاستثمار في الماء أونقص القدرات البشرية.

## الندرة الاقتصادية للمياه
الندرة الاقتصادية للمياه عبارة عن أحد أشكال ندرة المياه بسبب نقص الاستثمارات في مجال المياه أو عدم كفاية قدرة البشرة على الوفاء بالطلب على المياه، في حين أن السكان لا تكون لديهم الوسائل المالية اللازمة للاستفادة من مصدر مناسب من مصادر المياه. وتشتمل أعراض الندرة الاقتصادية للمياه على نقص البنية التحتية، حيث يضطر الناس في الغالب إلى جلب المياه من الأنهار أو البحيرات من أجل استخدامها للأغراض المحلية والزراعية. وتعاني أجزاء كبيرة من أفريقيا من الندرة الاقتصادية للمياه، حيث إن تطوير البنية التحتية للمياه هناك يمكن أن يساعد على تقليل الفقر.
وقد تم تعريف هذا المصطلح للمرة الأولى في دراسة واسعة النطاق صدرت عام 2007 حول استخدام المياه في الزراعة على مدار الـ 50 عامًا الماضية قام بها الممارسون والباحثون وواضعو السياسات، وأشرف عليها معهد إدارة المياه الدولي في سريلانكا بهدف تحديد ما إذا كان العالم يحتوي على موارد المياه الكافية لإنتاج الطعام في المستقبل لأعداد السكان المتنامية أم لا.
وقد تم استخدام مصطلح الندرة الاقتصادية للمياه في الدراسة للإشارة إلى المواقف التي لا تتواجد فيها كميات كافية من المياه للوفاء بكل المتطلبات، بما في ذلك الحاجة إلى أنظمة بيئية تعمل بشكل فعال.

## العرض والطلب
يبلغ إجمالي كمية المياه العذبة التي يمكن الوصول إليها بسهولة على كوكب الأرض، بصورة مياه سطحية (الأنهار والبحيرات) أو مياه جوفية (في طبقات المياه الجوفية مثلًا)، 14 ألف كيلومتر مكعب (نحو 3,359 ميلًا مكعبًا). من هذه الكمية الإجمالية، تستخدم البشرية 5,000 كيلومتر مكعب وتعيد استخدامها فقط. بناء على ذلك، نظريًا، هناك ما يكفي من المياه العذبة المتاحة لتلبية متطلبات سكان العالم الحاليين الذين يزيد عددهم عن 7 مليارات نسمة، وحتى دعم النمو السكاني إلى 9 مليارات أو أكثر. على أي حال، بسبب التوزيع الجغرافي غير المتكافئ وخاصة الاستهلاك المتفاوت للمياه، تُعد المياه موردًا نادرًا في بعض الأجزاء من العالم وبالنسبة لبعض الشرائح من السكان.
إن ما يتسبب بندرة المياه نتيجةً للاستهلاك هو في المقام الأول الاستخدام المفرط للمياه في الزراعة/تربية الماشية والصناعة. يستخدم السكان بصورة عامة في البلدان المتقدمة يوميًا تقريبًا أكثر من 10 أضعاف كمية المياه التي يستهلكها أولئك الذين يقطنون في البلدان النامية. جزء كبير من هذا الاستهلاك سببه الاستخدام غير المباشر في عمليات الإنتاج الزراعي والصناعي المكثفة للمياه للسلع الاستهلاكية، مثل الفاكهة ومحاصيل البذور الزيتية والقطن. نظرًا إلى عولمة العديد من سلاسل الإنتاج هذه، يجري استخدام الكثير من المياه في البلدان النامية وتلويثها من أجل إنتاج السلع الموجهة للاستهلاك في البلدان المتقدمة. 

## أزمة المياه
عندما لا يكون هناك ما يكفي من المياه الصالحة للشرب لسكان معينين، يتحقق خطر أزمة مياه. تعتبر الأمم المتحدة والمنظمات العالمية الأخرى أن مجموعة متنوعة من المناطق تعاني أزمات مياه تثير قلقًا عالميًا. تجادل منظماتٌ أخرى، مثل منظمة الأغذية والزراعة، بعدم وجود أزمات مياه في مثل هذه الأماكن، ولكن ما تزال هناك خطواتٌ يجب اتخاذها لتجنب وقوع أزمة. 

### آثار أزمة المياه
هناك عدة مظاهر رئيسية لأزمة المياه:
- الأمن الغذائي في منطقة الشرق الأوسط وشمال أفريقيا[24]
- عدم كفاية الوصول إلى المياه الصالحة للشرب لنحو 885 مليون شخص[25]
- عدم كفاية الوصول إلى الصرف الصحي لنحو 2.5 مليار شخص، ما يؤدي غالبًا إلى تلوث المياه[26]
- السحب الزائد للمياه الجوفية (الاستخدام المفرط)، ما يؤدي إلى تراجع المحاصيل الزراعية[27]
- إفراط استخدام وتلويث موارد المياه والإضرار بالتنوع الأحيائي
- تتسبب النزاعات الإقليمية حول الموارد المائية النادرة في بعض الأحيان بنشوب حروب.[28]

تُعد الأمراض التي تنقلها المياه بسبب نقص مرافق الصرف الصحي والنظافة العامة أحد الأسباب الرئيسية للوفاة في جميع أنحاء العالم. بالنسبة إلى الأطفال دون سن الخامسة، تُعد الأمراض التي تنقلها المياه سببًا رئيسيًا للوفاة. وفقًا للبنك الدولي، فإن 88 بالمئة من جميع الأمراض المنقولة بالمياه ناجمة عن مياه الشرب غير مأمونة، ونقص مرافق الصرف الصحي، وقلة النظافة.
الماء هو التوازن الهش الكامن وراء توفير إمدادات المياه الآمنة، ولكن العوامل التي يمكن السيطرة عليها مثل إدارة إمدادات المياه نفسها وتوزيعها تساهم في زيادة ندرة المياه.
يركز تقرير للأمم المتحدة لعام 2006 على مسائل الحكم باعتبارها جوهر أزمة المياه، وينص على أنه «هناك ما يكفي من الماء للجميع» وأن «نقص المياه غالبًا ما يكون بسبب سوء الإدارة، والفساد، وعدم كفاية المؤسسات المناسبة، والركود البيروقراطي، ونقص الاستثمار في كل من القدرات البشرية والبنية التحتية المادية». تظهر البيانات الرسمية أيضًا ارتباطًا واضحًا بين الوصول إلى المياه المأمونة والناتج المحلي الإجمالي للفرد.
زعم خبراء الاقتصاد في المقام الأول أن حالة المياه قد تأزمت بسبب نقص حقوق الملكية واللوائح الحكومية والإعانات المالية في قطاع المياه، ما تسبب في أسعار شديدة الانخفاض واستهلاك شديد الارتفاع، ما يثبت وجهة الداعين إلى خصخصة المياه.
تعتمد الحياة النباتية والحياة البرية اعتمادًا أساسيًا على موارد المياه العذبة الكافية. تعتمد الأهوار والرخ والمناطق النهرية بشكل أوضح على إمدادات المياه المستدامة، ولكن الغابات وغيرها من النُظم البيئية المرتفعة معرضة بنفس القدر لخطر التغيرات الإنتاجية الكبيرة إذ ينخفض مدى توفر المياه. في حالة الأراضي الرطبة، اقتُطعت مساحة كبيرة ببساطة من استخدام الحياة البرية لإطعام أعداد السكان المتزايدة وإيوائها. لكن مناطق أخرى عانت انخفاض الإنتاجية بسبب التناقص التدريجي لتدفق المياه العذبة، إذ جرى تحويل مصادر المنابع للاستخدام البشري. في سبع ولايات في الولايات المتحدة، أُشغل أكثر من 80 بالمئة من جميع الأراضي الرطبة التاريخية بحلول ثمانينيات القرن العشرين، عندما عمل الكونغرس على تشكيل ما أُطلق عليه «لا خسارة صافية» للأراضي الرطبة.
حدثت في أوروبا خسارة كبيرة في الأراضي الرطبة ما أدى إلى فقدان التنوع الأحيائي. على سبيل المثال، طوِّرت العديد من الرخ في اسكتلندا أو قُلّصت مساحاتها من خلال التوسع السكاني. أحد الأمثلة على ذلك هو طحلب بورتليثن في أبردينشاير.
على هضبة مدغشقر المرتفعة، حدث تحولٌ كبير قضى فعليًا على الغطاء النباتي الكثيف للغابات في الفترة الممتدة منذ عام 1970 وحتى عام 2000. أزال أسلوب زراعة القطع والحرق نحو 10 بالمئة من الكتلة الأحيائية الإجمالية للبلاد وحولها إلى أرض مقفرة قاحلة. كانت هذه التأثيرات نابعةً من التفجر السكاني والحاجة إلى تغذية الشعوب الأصلية الفقيرة، ولكن الآثار الضارة شملت التعرية المدفعية واسعة الانتشار التي أنتجت بدورها أنهارًا طينية كثيفة «تجري حمراء» بعد مرور عقود على إزالة الغابات. أدى هذا إلى نفاد كمية كبيرة من المياه العذبة الصالحة للاستعمال وتخريب معظم النظم البيئية النهرية في عدد كبير من الأنهار. أصبحت العديد من أنواع الأسماك على مشارف الانقراض، وماتت بعض الشعاب المرجانية في المحيط الهندي على نحو شاسع. في أكتوبر عام 2008، حذر الرئيس والمدير التنفيذي السابق لشركة نستله، بيتر برابيك ليتماث، من أن إنتاج الوقود الحيوي سيزيد من استنفاد إمدادات المياه في العالم.

### نظرة عامة على المناطق التي تعاني آثار الأزمة
هناك العديد من دول العالم الأخرى التي تأثرت بشدة في ما يتعلق بصحة الإنسان والافتقار إلى مياه الشرب. في ما يلي قائمة جزئية لبعض الدول ذات التعداد السكاني الكبير (التعداد الوارد للسكان المتأثرين) الذين يستهلكون المياه الملوثة فقط:
- السودان (12.3 مليون)
- فنزويلا (5.0 مليون)
- إثيوبيا (2.7 مليون)
- تونس (2.1 مليون)
- كوبا (1.3 مليون)

يمكن العثور على العديد من خرائط العالم التي تُوضح جوانب مختلفة من المشكلة في هذه المقالة الرسومية.
قد يؤدي هذا العجز في المياه، الذي يدفع بالفعل إلى جلب واردات الحبوب في العديد من البلدان الصغيرة، إلى التصرف بنفس الطريقة تقريبًا في البلدان الأكبر، مثل الصين والهند. ينخفض منسوب المياه الجوفية في عشرات البلدان (بما في ذلك شمال الصين، والولايات المتحدة، والهند) بسبب شيوع الإفراط في الضخ باستخدام الديزل ومضخات كهربائية قوية. تشمل البلدان المتضررة الأخرى باكستان وإيران والمكسيك. سيؤدي هذا في النهاية إلى ندرة المياه وتخفيضات في محصول الحبوب. حتى مع الإفراط في ضخ المياه الجوفية في الصين، تعاني الصين نقصًا حادًا في الحبوب. عندما يحدث هذا، فمن المؤكد أنه سيؤدي إلى ارتفاع أسعار الحبوب. مع حلول منتصف القرن الحادي والعشرين، فإن معظم الـ3 مليارات شخص حول العالم سيولدون في بلدان تعاني شح المياه. إن لم يجرِ إبطاء النمو السكاني بسرعة، يُخشى أنه قد لا يكون هناك حل عملي سلمي أو إنساني لنقص المياه في العالم الناشئ.
بعد الصين والهند، هناك مستوى ثان من البلدان الأصغر التي تعاني نقصًا حادًا في المياه؛ كالجزائر، ومصر، وإيران، والمكسيك، وباكستان.
وفقًا لتقرير المناخ الصادر عن الأمم المتحدة، قد تختفي الجليدات في جبال الهيمالايا التي تُعد مصادر أكبر الأنهار في آسيا –الغانج، والسنج، وبراهمابوترا، واليانغتسي، ميكونغ، وسالوين، والأصفر– بحلول عام 2350 مع ارتفاع درجات الحرارة. يعيش ما يقرب من 2.4 مليار نسمة في المستجمع المائي لأنهار الهيمالايا. قد تتعرض الهند، والصين، وباكستان، وبنغلاديش، ونيبال، وميانمار، لفيضانات تليها موجات قحط في العقود المقبلة. في الهند وحدها، يوفر نهر الغانج مياه الشرب والزراعة لأكثر من 500 مليون شخص. سيتأثر أيضًا الساحل الغربي لأمريكا الشمالية، الذي يحصل على الكثير من مياهه من الجليدات في سلاسل الجبال مثل جبال روكي وسييرا نيفادا.